# Христодулопулос, Лазарос
Ла́зарос Христодуло́пулос (греч. Λάζαρος Χριστοδουλόπουλος; род. 19 декабря 1986, Салоники) — греческий футболист, атакующий полузащитник клуба «Арис» и сборной Греции. Участник Чемпионата мира 2014 года.

## Клубная карьера
Христодулопулос начал карьеру в местной «Омонии». В 2004 году его заметил скаут ПАОКа и пригласил в команду. В следующем году Лазарос дебютировал за основную команду в греческой Суперлиге. В 2008 году им заинтересовались многие европейские клубы.
20 июня Лазарос подписал четырёхлетний контракт с «Панатинаикосом». Сумма трансфера составила 3, 8 млн евро. 20 сентября в матче против «Ариса» он дебютировал за новый клуб, выйдя во втором тайме вместо Андреаса Иванишица. 29 октября в поединке против «Эрготелиса» Христодулопулос забил свой дебютный гол за новый клуб. В 2010 году он помог клубу выиграть чемпионат и Кубок Греции. В сезоне 2011/2012 Лазарос получил серьёзную травму колена, которая почти на год оставила его вне игры. В январе 2012 года английский «Ливерпуль» хотел приобрести Христодулопулуса за 4,5 млн евро.
В январе 2013 года Лазарос перешёл в итальянскую «Болонью». 26 февраля в матче против «Фиорентины» он дебютировал в Серии А. В этой же встрече он забил свой первый гол за новый клуб. Летом 2015 года Лазарос на правах аренды перешёл в «Сампдорию», став частью сделки по переходу Павла Вшолека в обратном направлении. 20 сентября в матче против «Торино» Христодулопулос дебютировал за новую команду.
Летом 2016 года Лазарос вернулся на родину, подписав контракт со столичным клубом АЕК. 26 сентября в матче против «Ираклиса» он дебютировал за новую команду. 5 февраля 2017 года в поединке против «Верии» Христодулопулос забил свой первый гол за АЕК.

## Международная карьера
Христодулопулос выступал за юношескую и молодёжную сборные Греции.
19 мая 2008 года в товарищеском матче против сборной Кипра Лазарос дебютировал за сборную Греции. 7 июня 2013 года в матче отборочного этапа Чемпионата мира 2014 года против сборной Литвы Христодулопулос забил свой первый гол за национальную команду.

### Голы Христодулопулоса за сборную Греции
| #  | Дата        | Место               | Противник | Счёт | Соревнование                     |
| -- | ----------- | ------------------- | --------- | ---- | -------------------------------- |
| 1. | 7 июня 2013 | ЛФФ, Вильнюс, Литва | Литва     | 0:1  | Чемпионат мира 2014 квалификация |

## Достижения
Командные
«Панатинаикос»
- Чемпион Греции: 2009/10
- Обладатель Кубка Греции: 2010